# HEARTWORK
『HEARTWORK』（ハートワーク）は、1997年12月19日にActiveから発売されたWindows用アダルトゲーム、及びそれを原作としたアダルトアニメ。1998年2月27日にはMacintosh版も発売された。『Bible Black』、『DISCIPLINE 〜The record of a Crusade〜』へ続いていく聖少女3部作の第1作目である。

## 内容
本作は、呪われた1丁の銃に関わってしまったために大きく人生を狂わされてしまった人々を描く、ハードボイルド・アドベンチャーゲームである。
本作は19のエンディングにたどり着くまでの分岐が非常に多い上、どのエンディングもハッピーエンドとバッドエンドの差があいまいである。

### ストーリー
あるところに、コルト・オートマチック1911A1という拳銃があった。その拳銃は半世紀にわたり、持ち主を狂わせ、人の血を吸って生きながらえていた。
ある日、平凡な学生・朝倉優のもとに、大量の現金と暗殺依頼の映像が入ったビデオが届く。
そして、彼は運命のいたずらにより、1911A1を手に入れてしまう。

## キャラクター
以下の声優はOVA版、PC版の声優は（ ）内にて表記。キャスティング協力はマウスプロモーション（PC版はその前身の江崎プロダクション）が担当。
朝倉 優（あさくら ゆう）
声：ふかひれ・マーボ
主人公。1911A1を手にしたために性格が豹変し、色々な事件に巻き込まれることになる。
森川 由香里（もりかわ ゆかり）
声：篠宮薫
警視庁の公安二課に所属する女刑事であり、1911A1を追っている。
市原 正樹（いちはら まさき）
声：茶介
ハンターと呼ばれる暗殺者。
もともとは大学生だったが、優よりも前に1911A1を手にしたことにより豹変し、暗殺者となった経緯を持つ。
森川の部下
声：安藤正輝
エンジェル
声：海原エレナ
主人公とパートナーを組む暗殺者。主人公がハンターに成りすましたルートにおいては、行動を共にする。
熊谷 那美（くまがい なみ）
声：市井なな（長谷川智子）
主人公の同級生だが、別のクラスに在籍している。ゲーム版では選択肢によって変化するが、アニメ版ではエンジェルに父親を暗殺され、薬を打たれて精神崩壊を起こした後、主人公に犯され、最後は銃口を咥えさせられて射殺される。
中本 由美
主人公の同級生である写真部員。話好きでで馴れ馴れしい。一部ルートでは死亡する。
水谷
主人公のクラスで英語を受け持つ教師。
菊池 玲子
声：羽里さつき
主人公の同級生で、クラスでは人気がある。いずれのルートでも死亡する。
熊谷 賢吾（くまがい けんご）
那美の父。陸上自衛隊の幕僚監部で兵器顧問を務める傍ら、暴力団へ兵器を横流ししている。主人公がハンターに成りすましたルートでは、ターゲットとして命を狙われる。
ミスターX
声：吉川作創
主人公（ハンター）にターゲットの殺害を依頼する謎の男。
朝倉 雅美（あさくら まさみ）
声：大花どん
主人公の義理の妹。
岬 久美
声：一宮桜
主人公の幼馴染。主人公とは両思いであったが、事件後にとある出来事で強いショックを受け、精神崩壊を起こしてしまう。
松井 則夫（まつい のりお）
主人公の悪友であるガンマニア。

## スタッフ
- ExProducer：みっちゃん
- プロデューサー：ぽち屋
- 原作・原画：聖少女
- 音楽：アーティスティックコンセプツ

## 関連商品
DVD-PG
- HEARTWORK DVD the GAME Vol.1 （2004年8月27日発売）
- HEARTWORK DVD the GAME Vol.2 （2004年10月29日発売）

## アダルトアニメ
本作は全3巻のOVAとしてアニメ化された。
それぞれの話にはつながりはなく、すべて独立した物語となっている。

### ストーリー（アニメ）
JUNCTION：01「焦燥」
呪われた銃が主人公の手に手違いで送られるところから、物語は始まる。依頼人からのビデオレターを見た主人公は待ち合わせの場所にてエンジェルという女に会い、ターゲットを暗殺することになる。その後、銃の魔力で性格が豹変した主人公はエンジェルに薬を打たれて正気を失ったターゲットの娘を犯すが、娘の身体に満足しなかった主人公は笑みを浮かべながら娘を射殺し、帰宅途中で本来の持ち主の男も返り討ちにする。
JUNCTION：02「邂逅」
第1巻とは別の物語。銃を手に入れた主人公はそのまま暗殺の現場に向かうこともなく、学校生活を過ごしていた。しかし、ある日学校に銃を持ち出した結果、幼馴染とクラスメイトの少女、そして友人による悲劇へと発展する。
JUNCTION：03「禁忌」
第1巻や第2巻とはまた別の物語。銃を手に入れた主人公と彼の家族による、禁断の愛を描く。絶対に結ばれてはいけない関係は担任の教師を巻き込み、エンジェルや銃の本来の持ち主をも引き寄せる。

### スタッフ（アニメ）
- 原作 - アクティブ[6]
- 監督 - ぶしふぇる[6]
- キャラクターデザイン・作画監督 - 小山知洋[6]
- 脚本・絵コンテ・演出 - 川口仁[6]
- アニメーション - 九州ネットワークアニメーション[6]

### 音楽
オープニングテーマ「〜Symphony of Destruction〜」
作曲・アレンジ - 山中紀昌
エンディングテーマ「Dawn 〜Yoake〜」
作詞 - Miqui / 作曲・アレンジ - 山中紀昌 / 歌 - Misuzu

### DVD
- JUNCTION:01「焦燥」（2003年8月28日発売）
- JUNCTION:02「邂逅」
- JUNCTION:03「禁忌」
- complete version（2014年3月21日発売）[7]
  - JUNCTION:01、JUNCTION:02、JUNCTION:03をDVD1枚に収録した廉価版。
- complete version Value Price（2017年5月19日発売）[8]
  - complete versionの廉価版。

日本国外ではcomplete versionが『HEARTWORK LOVE GUNS』のタイトルで発売されているが、無修正であるために日本国内からは購入不可。

## 評価
書籍『電脳美少女 虎の巻』では、オーソドックスなシステムゆえに気軽に楽しめたと評価されており、音声の有無を細かく設定できる点も評価された。